# پائولو مرگتی
پائولو مِـرِگِتی (ایتالیایی: Paolo Mereghetti؛ زادهٔ ۲۸ سپتامبر ۱۹۴۹) منتقد فیلم اهل ایتالیا است.
او دانش‌آموختهٔ رشتهٔ فلسفه است و پایان‌نامه‌اش را دربارهٔ اورسن ولز نوشت. وی هم‌اکنون منتقد فیلم در روزنامهٔ مشهور کوریره دلا سرا و چند مجله دیگر از جمله پوزیتیف است.